# Oligostachyum lubricum
Oligostachyum lubricum är en gräsart som först beskrevs av Tai Hui Wen, och fick sitt nu gällande namn av Keng f. Oligostachyum lubricum ingår i släktet Oligostachyum och familjen gräs. Inga underarter finns listade i Catalogue of Life.